# Agabus lutosus
Agabus lutosus är en skalbaggsart som beskrevs av Leconte 1853. Agabus lutosus ingår i släktet Agabus och familjen dykare. Inga underarter finns listade i Catalogue of Life.